# 행주대첩비
행주대첩비<구비>(幸州大捷碑<舊碑>)는 대한민국 경기도 고양시 덕양구, 행주산성에 있는 임진왜란 당시 행주대첩을 승리로 이끈 권율(1537∼1599) 장군의 공을 기념하기 위해 장군의 부하들이 세운 비석이다. 1978년 10월 10일 경기도의 유형문화재 제74호로 지정되었다.

## 개요
임진왜란 당시 행주대첩을 승리로 이끈 권율(1537∼1599) 장군의 공을 기념하기 위해 장군의 부하들이 세운 비이다. 현재 2기가 전하는데 하나는 처음 세워진 구비(舊碑:옛 비)이고, 다른 하나는 옛 비의 상태가 좋지 못하여 새로 세운 중건비이다.
행주대첩은 조선 선조 26년(1593) 권율장군이 서울을 되찾기 위해 군사 2,300명을 거느리고 행주산성에 진을 친 후 일본군 3만여명과 치열하게 격전을 벌여 마침내 승리로 이끈 대첩으로, 임진왜란 3대첩 중의 하나이다.
덕양산 정상에 있는 구비는 받침돌이 땅에 묻히고, 비몸이 어깨부분에서 밑부분까지 금이 가 있어, 비각을 세워 보존하고 있다. 선조 35년(1602)에 세운 것으로, 비문은 최립이 짓고 한호가 글씨를 썼으며, 김상용이 비의 명칭을 썼다. 비의 뒷면은 장군의 사위인 이항복이 글을 짓고, 김현성이 썼다.
1970년대 충장사 앞으로 옮겨졌던 중건비는 행주서원지가 복원된 이후, 2011년 3월 행주서원 내 원자리로 이전하였다. 중건비는 받침돌 위에 비몸을 세우고 지붕돌을 얹은 모습이다. 헌종 11년(1845)에 세운 것으로, 비문은 구비의 내용을 그대로 옮기고, 비의 뒷면에 조인영이 일부 내용을 추가하여 비문을 짓고, 이유원이 글씨를 썼다.

## 참고 문헌
- 행주대첩비<구비> - 국가유산청 국가유산포털